# Three Oaks (Míchigan)
Three Oaks es una villa ubicada en el condado de Berrien en el estado estadounidense de Míchigan. En el Censo de 2010 tenía una población de 1622 habitantes y una densidad poblacional de 0,63 personas por km².

## Geografía
Three Oaks se encuentra ubicada en las coordenadas 41°47′56″N 86°36′45″O / 41.79889, -86.61250. Según la Oficina del Censo de los Estados Unidos, Three Oaks tiene una superficie total de 2556.32 km², de la cual 2556.31 km² corresponden a tierra firme y (0%) 0 km² es agua.

## Demografía
Según el censo de 2010, había 1622 personas residiendo en Three Oaks. La densidad de población era de 0,63 hab./km². De los 1622 habitantes, Three Oaks estaba compuesto por el 0% blancos, el 0% eran afroamericanos, el 0% eran amerindios, el 0% eran asiáticos, el 0% eran isleños del Pacífico, el 0% eran de otras razas y el 0% pertenecían a dos o más razas. Del total de la población el 0% eran hispanos o latinos de cualquier raza.